# باب دكالة

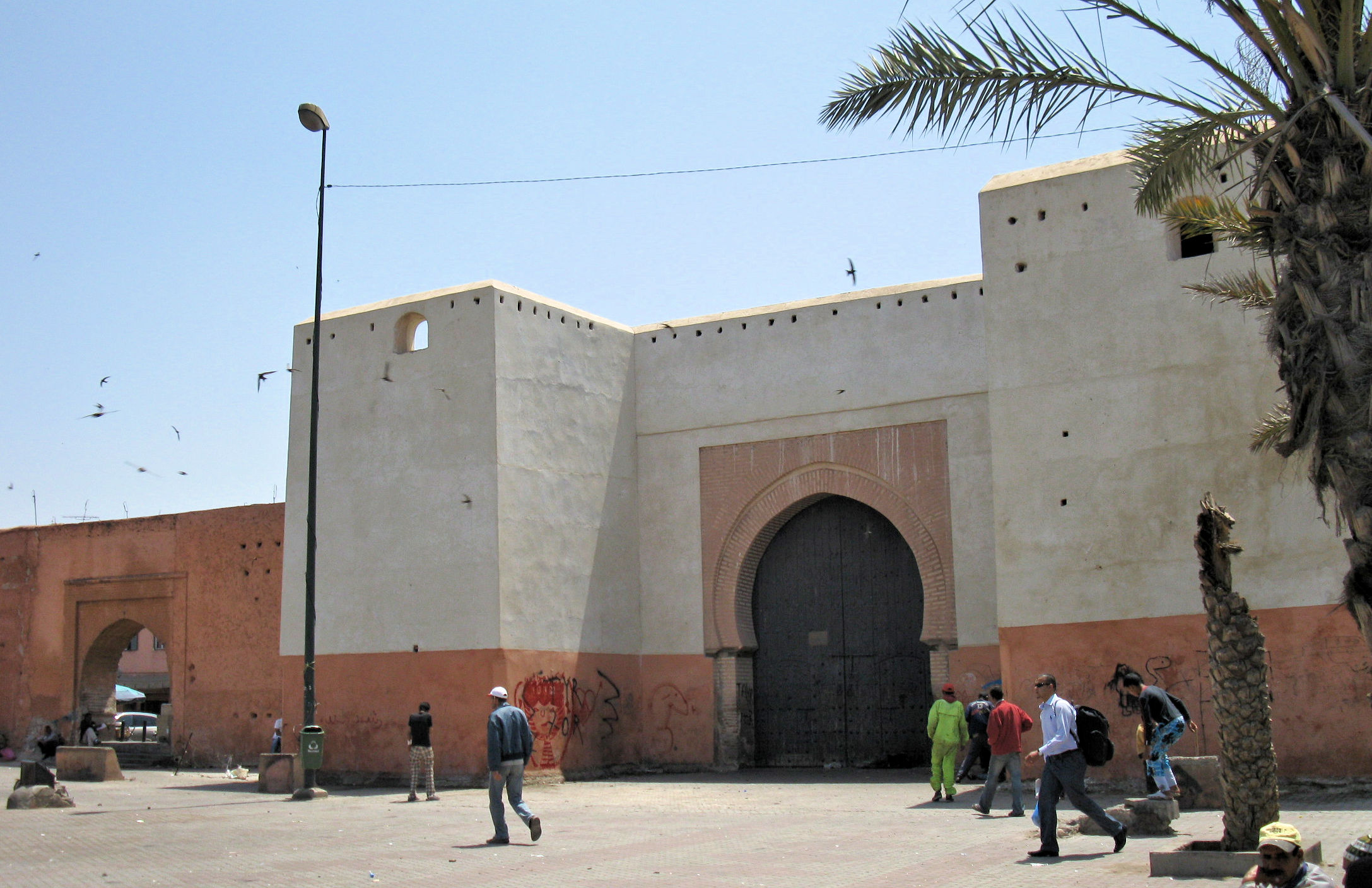
الواجهة الخارجية لباب دكالة

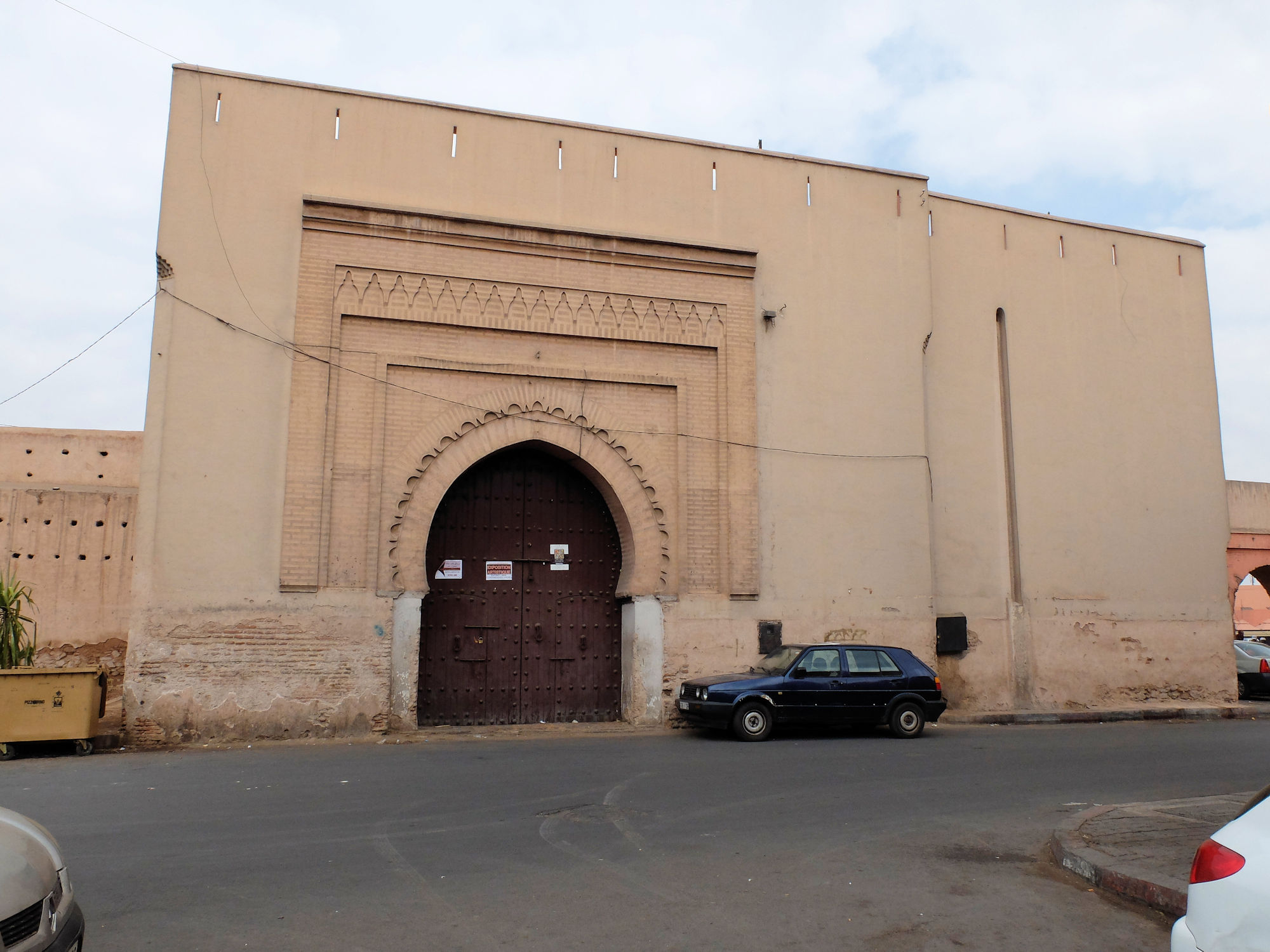
باب دكالة البوابة الشمالية الشرقية لمدينة مراكش.

يعتبر باب دكالة من الأبواب الرئيسية التي تتخلل أسوار المدينة العتيقة لمراكش، حيث يتوطن باب دكالة في جهتها الغربية ويؤدي إلى مسجد دكالة، بينما يوجد باب واغمات في الجهة الشرقية من المدينة العتيقة منفتحا بذلك على الطريق المؤدية إلى زاوية سيدي بن صالح.
فيما يتعلق بباب دكالة فهو يتشكل من برجين كبيرين يتوسطهما ممر يؤدي إلى قلب المدينة العتيقة، وتعود تسمية هذا الباب بدكالة إلى المجال المجاور للمدينة والذي كانت آنذاك تقطنه الساكنة الموحدية.
أما فيما يتعلق بباب أغمات فهو يشكل منافذ أحد الأبراج التي تتخلل الجهة الشرقية لأسوار المدينة .